# 카타니아 지하철
카타니아 지하철(이탈리아어: Metropolitana di Catania)은 이탈리아 남부 시칠리아섬의 카타니아에서 운행되고 있는 지하철 체계이다. 유럽 최남단 지하철이기도 하다.
카타니아 지하철은 1999년 6월 27일 첫 운행을 시작했으며 전체 길이는 8.8km에 총 일곱 개 지하철역이 있다. 전체 노선 중에서 3.94km는 지하 구간 (보르고-스테시코로 구간)이다. 원래 전 연장구간의 절반 (갈라테아-포르토 사이 교차구간)은 단일 선로로 되어 있어 열차가 왕복으로 운행되었기 때문에, 운행 배차 간격은 매 15분으로 제한되었다. 2016년 12월 20일 스테시코로 역까지 연장되면서 긴 배차간격을 조금 덜었다.

## 역사
카타니아 지하철 노선의 보르고 역 - 포르토 역 구간은 원래 1895년 부설된 치르쿠메트네아 협궤 지역철도의 일부였다. 이 철도 구간을 지하철로 운행하기 위해 표준궤로 바꾸는 작업이 이뤄졌다. 또 대부분의 구간은 개착 공법을 통해 지어진 총길이 1.8km의 지하 복선 터널로 이설되었다. 단 해변과 인접한 2km 길이의 구간은 단선 구간으로 지어지게 되었다. 때문에 치르쿠메트네아 협궤 노선의 종착역은 카타니아 지하철 공사로 인하여 카타니아 포르토 역에서 보르고 역으로 바뀌게 되었다.
카타니아 지하철과 치르쿠메트네아 철도는 같은 회사가 운영하고 있으며 카타니아 보르고에 본사를 두고 있다.

## 운행
현재 카타니아 지하철은 이용률이 저조한데, (2016년까지의) 기존 지하철 경로가 카타니아 도심을 거의 지나지 않았고 유동인구가 많은 지점마다 다다르지 못했기 때문이었다. 또 해안 지역의 단선 교차구간으로 인해 처음부터 최소 운행시간 간격이 15분이나 되었던 것도 이에 한몫했다. 카타니아 지하철은 평일에만 운행되며 공휴일에는 운행을 쉰다. 보르고-네시마 구간이 새로 개통되기 전까지 카타니아 지하철의 운행 간격은 오후 3시까지 매 10분, 이후부턴 운행 종료 시각인 오후 9시 24분까지 매 15분이다.

### 지하철 역
- 네시마 (Nesima)
- 산 눌로 (San Nullo)
- 치발리 (Cibali)
- 밀로 (Milo)
- 보르고 (Borgo)
- 주프리다 (Giuffrida)
- 이탈리아 (Italia)
- 갈라테아 (Galatea)
  - 포르토 (Porto)
- 조반니 XXIII (Giovanni XXIII)
- 스테시코로 (Stesicoro)

## 연장 계획
2006년 3월 30일, 카타니아 지하철 연장 계획이 새로 발표되었다. 기존 노선의 갈라테아 역에서 시작되는 지선이 서쪽으로 이어져 도심을 통과하고, 이후 남쪽으로 내려가다 카타니아 폰타나로사 공항에 도착하는 것이다. 기존의 공항 연결 방안은 공항을 지나치는 전국 철도노선인 카타니아-시라쿠스 선에 새로운 역을 지어 잇는 것이었으나 이 방안을 뒤엎고 지하철을 연장하도록 한 것이다. 2016년 12월 20일부터는 지하철역이 새로 개통되어 파파 조반니 벤티트레 광장, 시칠리아 로, 스테시코로 광장 등 시내 일대에 역이 자리잡고 도심을 연결하게 되었다.
이후 지금의 종착역인 보르고 역에서 서쪽으로 뻗어나가는 노선으로 치르쿠메트네아 철도를 그대로 이용하는 연장안이 발표되었으며, 도시 북서쪽 경계에 위치한 네시마 역까지 연장 공사가 진행되어 2017년에 개통되었다. 2018년까지는 네시마 역에서 미스테르비앙코 지역까지 한번 더 연장할 계획이다.

## 운행 차량
카타니아 지하철은 피레마에서 생산한 엘레트로트레노 FCE M.88 차량을 2001년~2011년에 도입해 운행하고 있다. 기존의 움브리아 중앙철도 사에서 생산한 스탄가 차량을 대체한 것이다. 두 량 구성이며 8분의 7에는 이름이 각각 붙여져 있다.
- 노르마 (Norma)
- 베아트리체 (Beatrice)
- 엘비라 (Elvira)
- 차이라 (Zaira)
- 리타 (Rita)
- 브리간테 (Brigante)
- 도나텔로 (Donatello)
- 아가타 (Agata)

## 같이 보기
- 치르쿠메트네아 철도
- 도시 철도 목록